# Trois chambres à Manhattan
Trois chambres à Manhattan är en fransk dramafilm från 1965 i regi av Marcel Carné.
Filmen är baserad på Georges Simenons roman Tre rum på Manhattan.

## Rollista i urval
- Annie Girardot - Kay Larsi
- Maurice Ronet - François Comte
- O.E. Hasse - Hourvitch
- Roland Lesaffre - Pierre
- Gabriele Ferzetti - Comte Larsi
- Robert Hoffmann - Yolande Combes
- Paul Frankeur - Thierry
- Margaret Nolan - June
- Richard S. Castellano - arg man
- Robert De Niro (ej krediterad)
- Abe Vigoda (ej krediterad)